# Komarovîci, Starîi Sambir
Komarovîci (în ucraineană Комаровичі) este un sat în comuna Nove Misto din raionul Starîi Sambir, regiunea Liov, Ucraina.

## Demografie
Componența lingvistică a localității Komarovîci
     Ucraineană (95,14%)
     Alte limbi (0,29%)
Conform recensământului din 2001, majoritatea populației localității Komarovîci era vorbitoare de ucraineană (95,14%), existând în minoritate și vorbitori de polonă (4,57%).